# That's Amore
That's Amore est une chanson écrite par Harry Warren et Jack Brooks pour que Dean Martin la chante dans le film Amour, Délices et Golf (The Caddy), sorti en 1953,,,,,,,,.

## Histoire
Dans son ouvrage Dean et moi, Jerry Lewis, son partenaire dans le film, écrit avoir payé 30 000 dollars à Harry Warren et Jack Brooks  pour composer une chanson à succès pour Dean. Il confesse ne jamais lui avoir avoué cette demande.

Au début, Dean Martin n'aimait pas cette chanson. Il ne voulait même pas l'enregistrer,.

## Accueil commercial
La chanson s'est vendu à plus de 3 millions d'exemplaires. C'était le premier Disque d'or de Dean Martin.

## Accolades
La chanson a été nommée pour l'Oscar de la meilleure chanson originale de 1953, mais a perdu face à Secret Love (musique : Sammy Fain, paroles : Paul Francis Webster), interprétée dans le film La Blonde du Far-West (Calamity Jane) par Doris Day.